# Fronbote

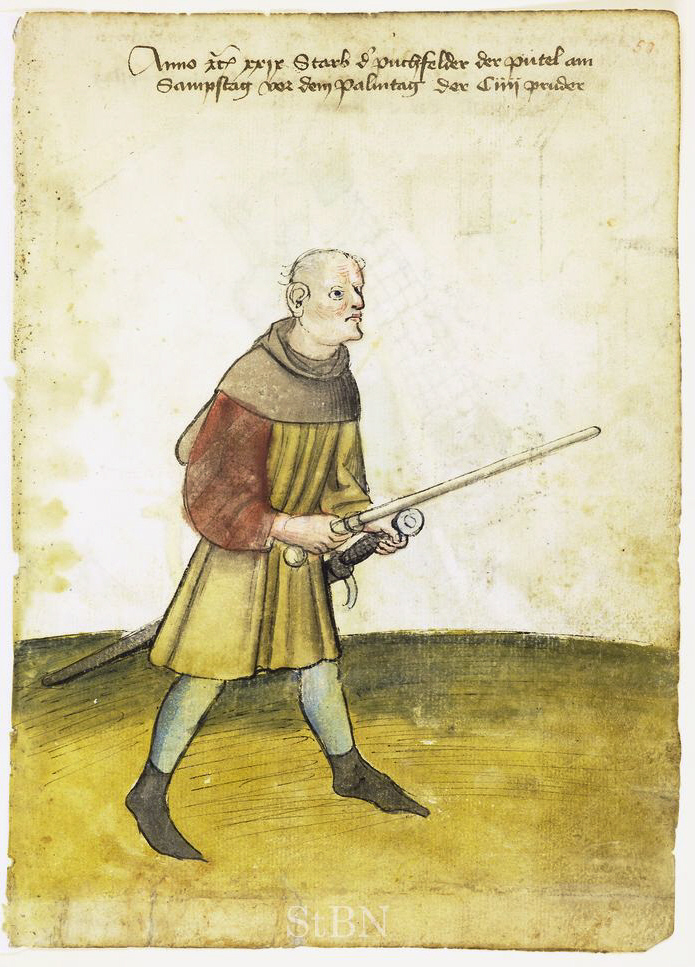
Fronbote (um 1429)

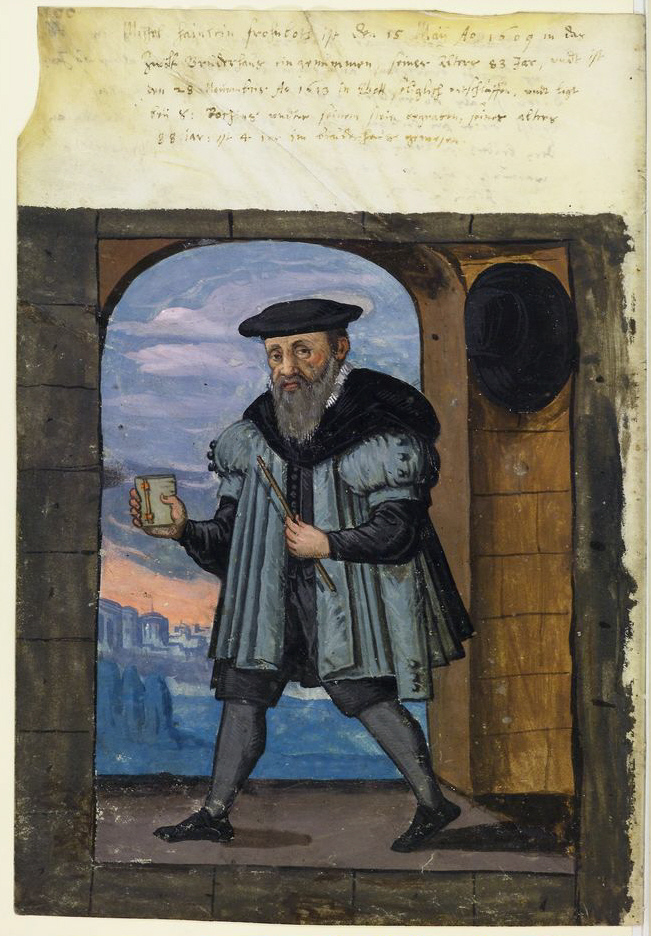
Fronbote (um 1609)

Ein Fronbote (vrone bode, bodel, budellus, büttel, praeco usw.) war im Mittelalter zunächst der Vollstreckungsbeamte eines Grafen, dann allgemein der Gerichtsdiener (Büttel, Weibel), der zudem mit Verwaltungsaufgaben betraut war, u. a. mit dem Einziehen von Steuern. In einer Reihe von Städten fand man den Fronboten auch als Richter in Bagatellsachen; mitunter beaufsichtigte er – im Rahmen der „Guten Policey“ – die städtischen Dirnen (‚Hurenvogt‘; horenvaget).

## Fundstellen
- Deutsches Rechtswörterbuch III, 974–977, 980, 982.